# 御陵東駅
御陵東駅（ごりょうひがしえき）は、かつて兵庫県三原郡南淡町（現・南あわじ市）賀集に存在した、淡路交通鉄道線の駅（廃駅）である。

## 歴史
淡路鉄道最後の開通区間である賀集駅 - 福良駅間には、途中駅として八幡駅（やわたえき）が設けられていた。しかしながらこの駅は集落や公道から離れた不便な位置にあった。そこで0.6km洲本寄りに御陵東駅が開業、八幡駅はその引き換えに廃止されることとなった。
なお、御陵東駅の開業から八幡駅の廃止までに約2ヵ月の差があり、この間の御陵東駅では貨物のみを取り扱っていたとされる。
- 1925年（大正14年）6月1日：淡路鉄道の賀集 - 福良間開通に伴い、八幡駅が開業[2]。
- 1932年（昭和7年）12月12日：御陵東駅が開業[1]。停車場新設認可の申請書によれば、貨物営業は6月から9月の間のみで、それ以外の期間は施錠する予定であったとされる[1]。
- 1931年（昭和6年）2月9日：八幡駅廃止[1]。
- 1934年（昭和9年）5月7日：ホームを延長[1]。
- 1936年（昭和11年）3月31日：待合室を設置[1]。
- 1941年（昭和16年）9月30日：貨物取扱量の減少および暴風雨による倒壊のため、貨物ホームの建屋を撤去[1]。
- 1943年（昭和18年）7月：社名改称に伴い淡路交通鉄道線の駅となる。
- 1966年（昭和41年）10月1日：鉄道線の廃線に伴い廃止[3]。

## 駅構造
単式ホーム1面1線の地上駅で、洲本方から見て左側にホームがあった。
最晩年は乗車券類の販売が近隣の商店に受託されていた。

## 駅周辺
- 国道28号
- 大日川
- 賀集郵便局
- 淡路陵
- 護国寺
- 南あわじ市立賀集小学校
- 賀集市民交流センター
- あわじ島農業協同組合（JAあわじ島）南淡支所賀集経済センター販売事務所

## 駅跡
線路跡は舗装路となっており、駅の存在を示すものは残されていない。八幡駅があったとされる地は自動車教習所の敷地となっている。

## 隣の駅
淡路交通
鉄道線
賀集駅 - 御陵東駅 - 福良駅